# Orden de la Cruz de Takovo
La Orden de la Cruz de Takovo fue establecida en el Principado de Serbia en 1865 con motivo de la conmemoración el 50.mo aniversario de la segunda insurrección serbia contra el Imperio otomano, la cual había comenzado en Takovo, Serbia.
El decreto que estableció la Cruz y la Medalla de Plata fue firmado el 22 de mayo de 1865 por Mihailo Obrenović III, príncipe de Serbia y renovada por Milan IV el 15 de febrero de 1878 al darle nuevos estatutos. Fue establecida inicialmente para premiar méritos militares y civiles (a los servicios prestados) hacia la naciente Serbia, hasta ese momento estado vasallo del Imperio Otomano (1815-1878). La Orden fue suprimida en 1903.

## Historia
El "Levantamiento de Takowo", llamado en serbio "Ustanak Takovski", fue el comienzo de la guerra de liberación de Serbia de siglos de dominación turca y la llegada al trono de Milos Obrenovic como "Príncipe de Serbia".
El primer levantamiento fue ahogado en sangre en 1813, pero la segunda revuelta serbia en 1815, fue un éxito. En un mitin convocado el 23 de abril de 1815 en el cementerio de la pequeña localidad de Takovo, un comerciante de ganado analfabeto dio el pistoletazo de salida a la revuelta, su nombre era Miloš Obrenović, más tarde conocido como el príncipe Miloš el grande, fundador de la Casa Real de Obrenović que gobernó Serbia hasta 1903. 

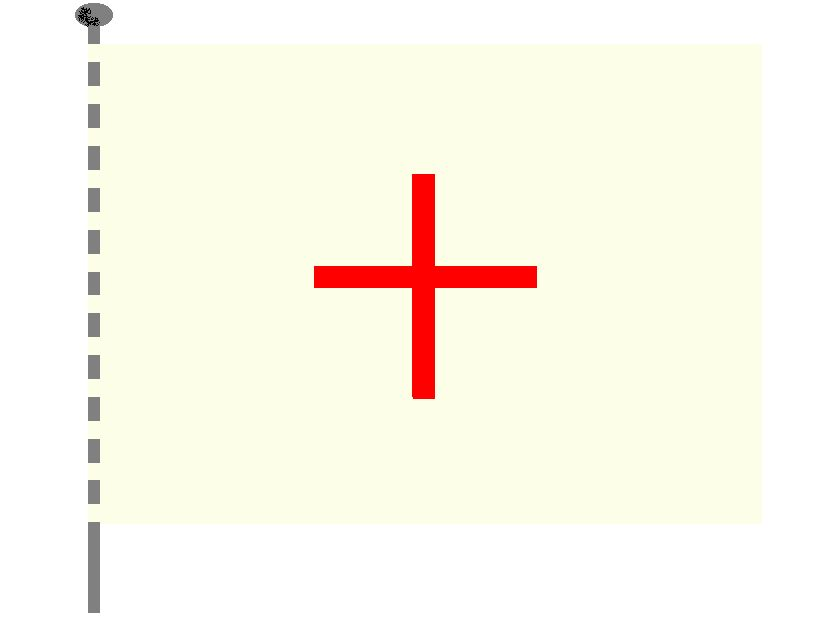
Bandera de Takovo

En dicha reunión Milos desplegó una bandera con una cruz roja (centro del futuro blasón serbio), se comprometió a expulsar a los turcos y exclamó: "Aquí estoy y aquí estamos: guerra a los turcos".
La "Cruz de Takovo" (más tarde llamada Orden de la Cruz de Takovo) fue establecida por Miguel III Obrenović el 22 de mayo de 1865 y distribuida a los veteranos de la guerra de liberación. En 1878 el príncipe de Serbia Milan IV modifica esta condecoración transformándola de "Cruz de Takovo" con clase única, a "Orden de la Cruz de Takovo" de 3 clases. Esta orden fue tanto de la Dinastía Obrenovic como de la Dinastía Karadjordjevic quienes la abolieron en 1903.
Curiosamente la cruz que los insurgentes de 1815 pusieron en la bandera blanca era una cruz griega roja que no aparece en la simbología usada en la Orden, la misma está compuesta por una serie de cruces diferentes como una cruz de malta esmaltada y una cruz de san Andrés dorada. En el reverso las armas de Serbia —que contienen una cruz griega blanca sobre fondo rojo— por lo que se puede decir que está ausente en la condecoración, la cruz que portaron los rebeldes de Takovo.

Blasón del Principado de Serbia
Cruz de Malta
Cruz de San Andrés

El número de grados en la orden aumentó de un año a otro; en 1865 había una sola cruz, entre los años 1867 y 1877 todavía había un grado, y en 1883 se fijó en como es en la actualidad el grado de caballero y se añadieron también, espadas de mérito en guerra a las condecoraciones.
El asesinato del rey Alejandro I en 1903 marcó el final de la dinastía Obrenovic, el nuevo rey de Serbia, Pedro I, el primer Karadjordjevic, abolió la Orden de la Cruz de Takovo y la Orden de Miloš el Grande debido a que estas instituciones eran fuertemente odiadas por él y su familia ya que les recordaban a la dinastía rival que se había beneficiado de su expulsión por los turcos después de la primera insurrección serbia. La recién creada Orden de la Estrella de Karadjordje tomó el lugar de las dos antiguas órdenes de caballería suprimidas.

## Grados de la Orden
La orden tuvo entre 1883 y 1903 los habituales 5 grados de las órdenes de caballería modernas:
- El príncipe de los serbios y más tarde el rey de Serbia ostentaba el cargo de Gran Maestre de la Orden.
- Gran Cruz - Los miembros de esta categoría llevaban la venera de la orden pendiente de una banda grande que cruza por sobre el hombro derecho y se asegura sobre la cadera izquierda, más la placa de la orden sobre el lado izquierdo del pecho.
- Oficial Gran Cruz o también llamado Gran Oficial - Los Grandes Oficiales llevaban la venera o insignia de la Orden pendiente de una amplia cinta alrededor del cuello, y una placa —ligeramente más pequeña que la de la clase anterior— en la parte izquierda del pecho.
- Comendador - Llevaban la venera de la Orden pendiendo de una estrecha cinta alrededor del cuello.
- Oficial - Llevaba la insignia pendiendo de una cinta en el pecho izquierdo.
- Caballero - Llevaban la insignia en una cinta en el pecho izquierdo. La cruz de esta categoría carecía de esmalte y corona.

|                                 | Cruces: Oficial con espadas, Oficial y Caballero. |
|                                 |                                                   |
| Insignia y placa de 2.da clase. | Placas de la orden.                               |

La orden nunca tuvo miembros femeninos, por lo tanto no se ha manufacturado ningún tipo de condecoración o accesorio para las damas.
La condecoración "con espadas" se diferencia de las clases de paz en que la cinta es uniformemente roja y debajo de la corona hay un par de espadas cruzadas que sostienen la venera. En la V clase, que no tiene corona, la venera es sujetada con un anillo en forma de lazo. Si uno tenía un grado "con espadas" y más tarde era promovido a un grado superior en la misma Orden, se le permitía seguir usando el adorno militar.

## Las Insignias
Las grandes cruces y los oficiales-gran cruz llevaban las mismas insignias, pero el tamaño difiere ligeramente. La venera de los tres grados más altos consistía en una cruz de oro de ocho puntas esmaltada de blanco con una corona de laureles alrededor del medallón central, esmaltado de rojo y con el monograma "M - O" del fundador en su interior. La corona es un sombrero de tela roja forrada de armiño en su base también conocida como birreta de príncipe. En el momento de institución de esta condecoración Serbia era un estado vasallo de los turcos y por lo tanto el príncipe no tenía derecho a usar de soporte de la insignia de la Orden una corona real (con diademas) ya que es símbolo de soberanía. La birreta continuó siendo usada y no fue reemplazada por una corona real cuando Serbia se volvió una monarquía. El medallón central está rodeado de una cinta azul que porta la divisa de la Orden: "Por la Fe, el Príncipe y la Patria", en letras cirílicas doradas. Ambos extremos de la cinta se cruzan por debajo del medallón sin atarse (permanecen libres).
Las dos categorías inferiores llevan una venera que difiere ligeramente de la de los Comendadores a la de los Grandes Cruces. La corona de laureles está cerca del medallón y es dorada en vez de esmaltada con su color natural.

Las cruces de los tres primeros grados son ligeramente ovaladas y también lo son las placas correspondientes. Las cruces de oficiales y caballeros son tan anchas como altas.

En el reverso del medallón el blazón de Serbia sobre manto ducal o heráldico y sobre ellos la birreta (sin corona real) todos ejecutados en oro. Esto es extraño porque siempre los escudos se timbran con la corona correspondiente.

Colocada detrás de la cruz (de Malta) esmaltada de blanco se encuentra una cruz de san Andrés (oblicua) de oro.

La placa de las Grandes Cruces y Oficiales-Gran Cruz tiene forma de estrella de ocho puntas y en su centro se encuentra la venera de la Orden. Los hombres llevaban la placa en forma de estrella en la parte izquierda del pecho.

Las placas tienen generalmente rayos de plata cortados en facetas. Por ello, pareciera como si la estrella estuviera engarzada de diamantes talla brillante, ya que refleja la luz, incluso la tenue de los candelabros, dispersándola absolutamente. La placa contiene la cruz (insignia) de la Orden, siempre sin la corona de soporte. El tamaño de la cruz es variable, y esta es, por lo general, un poco más alta que ancha lo que significa que los rayos diagonales y horizontales deben ser inferiores a los rayos verticales de la placa con forma de estrella.

Cuando fueron concebidos el primer o segundo grado de esta orden en su versión "con espadas" las estrellas fueron ajustadas consecuentemente. Las espadas cruzadas no fueron incluidas en el medallón sino que fueron ubicadas sobre la cruz de san Andrés. Eligieron colocarlas por encima del brazo vertical superior de la cruz maltesa con las empuñaduras en las estribaciones de la corona de laureles.

En 1876 las cruces dejaron, como era lógico de esperar, de manufacturarse en Viena. Eso no fue más posible porque el gobierno austríaco no veía con buenos ojos la expansión de Serbia hacia una zona en la que ellos mismos querían mantener su propia hegemonía. Rusia siempre apoyó a Serbia, primero a través de organizaciones encubiertas como el "Comité de Eslovenia", más adelante en forma directa. En un estudio más detallado, la primera cruz de la Orden de Takovo parece provenir de Rusia. En las primeras cruces la conformidad está tallada en números arábigos

En el período de 1880 a 1903 los joyeros vieneses estuvieron involucrados en la fabricación de las insignias de la Orden como fue el caso de otras órdenes serbias.

Los monogramas de las diferentes cruces, permiten enlazar exhaustivamente los entecedentes e historia de cada orden al identificar los sucesivos reyes que las otorgaron. Por ejemplo, en la 3.ra y 5.ta clases puede observarse el monograma "MO III", en el que ese "III" se encuentra ubicado debajo de las letras y en tipografía más pequeña. Mientras que en la 1.ra, 2.da y 4.ta clases se aprecia el monograma "MO IV".

Hay un medallón aberrante o anómalo con las espadas cruzadas puestas en su parte trasera. En el medallón de color rojo había instalada solamente una "M" dorada y coronada.

La cinta es de color rojo con dos angostas franjas azul y blanco cerca de su borde. Las cintas fueron confeccionadas en Serbia y colocadas en forma triangular (en las cruces que se lucían en el pecho). En tiempos de guerra la cinta era igual para todas las clases, roja sólida sin rayas. Para los grados más altos de las orden las cintas fueron de anchura diferente; las Grandes Cruces llevaba una banda ancha de 105 milímetros, un gran lazo o "Gran Cordón" que va del hombro derecho a la cadera izquierda. En el lugar donde ambos extremos de la banda se unen (sobre la cadera izquierda), estas se aseguran con una gran roseta con un diámetro de 65 milímetros, a la que se ciñe la insignia de la Orden. Para la 2.ª y 3er clases la cinta se llevaba al cuello (de la que pendía la insignia de la Orden) y esta tenía un ancho de 40 a 53 mm.

Los sacerdotes y prelados vestían sus grandes lazos (bandas) de una manera diferente sobre sus sotanas o túnicas. Vestían o lucían el lazo o banda de Gran Cruz sobre ambos hombros de manera tal que la insignia colgara delante de su pelvis.